# 包上恩
包上恩（2002年5月23日—，本名包露佳）出生于广东省深圳市，中国大陆影视女演员，就读于浙江传媒学院表演系。

## 演艺生涯

### 2020年-至今
2020年
- 11月23日 主演的都市悬疑剧《烏雲遇皎月》开机。

2021年
- 1月6日 主演民国剧《妙手》开机，该剧于3月12日杀青。
- 3月1日 主演的都市悬疑剧《乌云遇皎月》杀青。
- 4月17日包上恩录制的演技竞赏类真人秀《我是女演员》在优酷和江苏卫视播出。
- 6月 包上恩主演的奇幻爱情短剧《人设外卖店》开机[2]，该剧于7月杀青。
- 8月26日 包上恩录制的青春竞技体育节目《这！就是灌篮第四季》在优酷播出。[3]

2022年
- 3月28日 包上恩主演的古装甜宠剧《书中公子世无双》开机，该剧于5月9日杀青。
- 5月29日 包上恩主演的犯罪悬疑电影《拯救嫌疑人》开机，同年9月29日杀青。
- 6月15日 包上恩主演的古风国乐爽恋剧《花朝秋月夜》在芒果TV播出。
- 6月17日《花朝秋月夜》直播
- 7月29日 主演的都市现实话题剧《装腔启示录》开机。于11月7日杀青。[4]
- 10月1日 主演的都市悬疑剧《乌云遇皎月》在腾讯视频首播。
- 10月27日 包上恩主演的系列剧《金庸武侠世界》开机。

2023年
- 1月5日 主演民国剧《妙手》在优酷播出。[5]
- 1月9日 主演古装武侠历史剧《英雄志》开机。
- 4月 包上恩主演的系列剧《金庸武侠世界》杀青。
- 6月9日 主演古装武侠历史剧《英雄志》杀青。
- 6月19日 出席2023腾讯视频影视年度发布会。
- 7月4日 包上恩领衔主演的青春电影《沙漏》开机[6][7]，同年8月16日杀青。[8]
- 8月18日 主演的都市现实话题剧《装腔启示录》在湖南卫视季风剧场、芒果TV首播。
- 9月25日 出席第十届丝绸之路国际电影节[9]
- 10月8日 包上恩以颁奖嘉宾身份受邀出席第27届釜山国际电影节亚洲内容奖和全球OTT奖。
- 10月25日 出席上海师范大学《拯救嫌疑人》路演活动。
- 10月28日 「Heir Babyland」压轴女孩 heir万圣节限时活动
- 10月30日 出席《拯救嫌疑人》北京首映礼
- 10月31日 电影宣传《拯救嫌疑人》新浪扫楼
- 11月1日 包上恩主演的犯罪悬疑电影《拯救嫌疑人》该片于2023年11月1日在中国大陆上映。
- 11月4日 美团app直播间《拯救嫌疑人》
- 11月4日 出席第36届中国电影金鸡奖
- 11月24日 采访《超6班》
- 12月2日 主演的玄幻武侠电视剧《水龙吟》开机。
- 12月29日 电影沙漏首支预告

2024年
- 2月5日 包上恩橘朵品牌挚友官宣
- 2月11日 《金庸武侠世界》预告片
- 3月13日 出席香奈儿白昼之夜限定
- 3月22日 抖音《大热门来了》播出

## 影视作品

### 电影
| 首映年份 | 名称           | 角色   | 备注   |
| -------- | -------------- | ------ | ------ |
| 2023     | 《拯救嫌疑人》 | 梁昕苑 |        |
| 2024     | 《沙漏》       | 米砂   | [ 10 ] |

### 电视剧
| 首播年份 | 名称               | 角色     | 备注                     |
| -------- | ------------------ | -------- | ------------------------ |
| 2022     | 《花朝秋月夜》     | 李飒飒   | 网络剧                   |
| 2022     | 《人设外卖店》     | 池小鱼   | 网络短剧                 |
| 2022     | 《烏雲遇皎月》     | 任洁     | 网络剧                   |
| 2023     | 《妙手》           | 冷月寒   |                          |
| 2023     | 《装腔启示录》     | 林心姿   |                          |
| 2024     | 《金庸武侠世界》   | 黄蓉     | 网络剧，《铁血丹心》单元 |
| 2025     | 《韶华若锦》       | 明檀     |                          |
| 2025     | 《攻略冷少主》     | 黎颂儿   | 网络剧                   |
| 未播     | 《英雄志》         | 银川公主 |                          |
| 未播     | 《水龙吟》         | 钟春髻   |                          |
| 未播     | 《江湖夜雨十年灯》 | 蔡昭     | 网络剧                   |
| 未播     | 《月明千里》       | 李瑶英   | 网络剧                   |
| 未播     | 《炽夏》           |          | 网络剧                   |

## 综艺节目

### 固定综艺
| 年份 | 日期             | 平台     | 名称               | 备注   |
| ---- | ---------------- | -------- | ------------------ | ------ |
| 2021 | 4月17日-5月31日  | 江苏卫视 | 我是女演員         |        |
| 2021 | 8月26日-10月28日 | 优酷     | 这！就是灌篮第四季 | [ 12 ] |

## 获奖记录

### 影视类
| 年份 | 日期     | 名称                             | 奖项             | 作品           | 备注 |
| ---- | -------- | -------------------------------- | ---------------- | -------------- | ---- |
| 2022 | 10月9日  | 第27届釜山国际电影节亚洲内容大奖 | 最佳新人女演员奖 | 《花朝秋月夜》 | 獲獎 |
| 2022 | 12月16日 | 第35届华鼎奖华语百强电视剧       | 最佳新鋭演员奖   | 《花朝秋月夜》 | 提名 |